# Víctimas armenias en el Imperio otomano

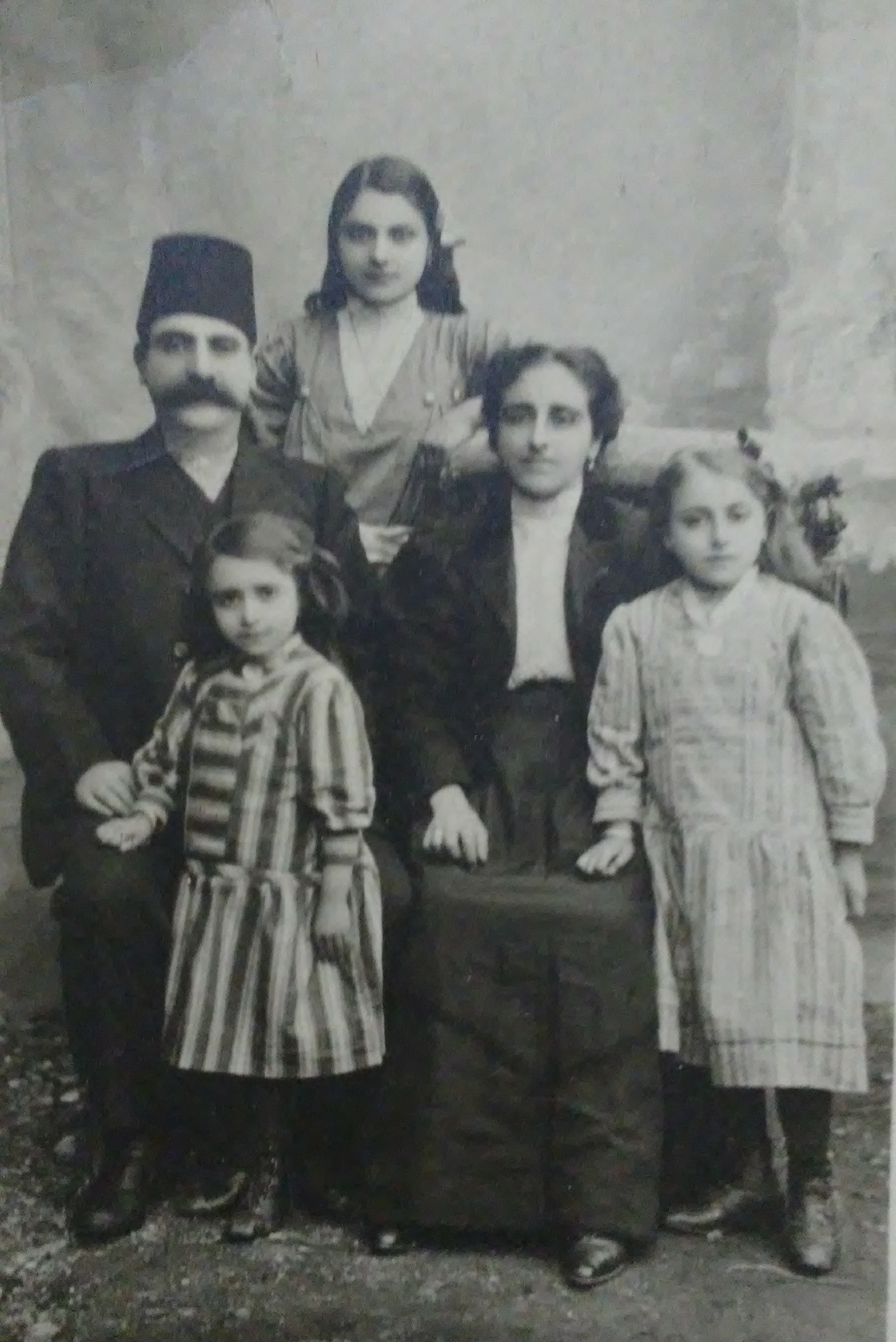
Los Ashjian, una familia de cinco armenios, todos asesinados en 1915 (foto c. 1909).

El número de víctimas armenias otomanas entre 1894 y 1896 se estiman entre 200.000 y 300.000 personas en diferentes matanzas y asesinatos colectivos que sufrieron los armenios por el Imperio Otomano por las masacres hamidianas.  
El número de víctimas entre 1914 y 1923 durante el Genocidio armenio y lo que siguió durante la Guerra de Independencia Turca es objeto de controversia. La mayoría de las estimaciones relacionadas con las muertes de armenios entre 1915 y 1918 varían de 600.000 a 1,5 millón.

## Víctimas Armenias 1894-1895
Las masacres hamidianas, conocidas también como las masacres armenias de 1894-1896, hacen referencia a las diferentes matanzas y asesinatos colectivos que, en esos años, sufrieron los armenios del Imperio otomano y cuyas bajas se estiman entre unas 200.000 y 300.000 personas. Reciben este nombre del sultán reinante en esos años, Abdul Hamid II, quien en su esfuerzo de mantener la integridad territorial del imperio adoptó el panislamismo como ideología de estado. Aunque las masacres estaban destinadas mayoritariamente a los armenios, algunas poblaciones cristianas como los asirios también fueron víctimas.

## Víctimas armenias, 1915 a 1917-18

### Estimaciones otomanas y turcas

#### Estadísticas proporcionadas por Djemal
Las estadísticas otomanas oficiales del período de 1915 a 1918 son de 800.000 muertos. Esta cifra se originó de la oficina de Djemal. Los resultados fueron publicados en el periódico otomano oficial.
Fue supuestamente el resultado concebido por una comisión creada por el de marzo de 1919, los resultados fueron publicados por Cemal Paşa.[cita requerida] Esta misma cifra fue mencionada en las memorias de Rauf Orbay. Los resultados iniciales representaban aparentemente a aquellos que fueron "masacrados" durante la deportación, sin ninguna indicación, en lo referente al número total de personas que perecieron. Mustafa Kemal Atatürk, durante una conversación con el comandante Harbord, el jefe de la Misión Militar Americana de Armenia, en septiembre de 1919, repitió el mismo número. La cifra de 800.000, se debe tener en cuenta que excluye a los soldados armenios en la Armada Otomana liquidados en las etapas iniciales del genocidio, así como también excluye el número de mujeres y niños acogidos y seguidamente asimilados dentro de familias turcas.
Sin embargo, después de la disolución del tribunal militar, esas cifras fueron reinterpretadas. El autor turco Taner Akçam cita una estimación del ejército turco publicada por Lt.Col. Nihat en 1928, en la cual la cifra de 800.000 no representaba a "masacrados", sino que simplemente perecidos. En aquel entonces, el historiador Bayur escribió en una obra célebre: "800.000 armenios y 200.000 griegos murieron a causa de las deportaciones o en los campos de concentración". Bayur concluyó: "De acuerdo a nuestras fuentes oficiales, estas cifras son correctas".

#### Otras fuentes otomanas
Mientras que las cifras oficiales eran de 800.000 muertos, había muchas cifras no oficiales presentadas durante la guerra por algunas autoridades turcas--Talat, por ejemplo, presentó la cifra de 300.000-- pero no hay indicación de dónde fueron obtenidas esas cifras. Actualmente esta cifra es la más usada por los oficiales negacionistas del gobierno turco.

#### Estimaciones de Justin McCarthy
Las cifras de Justin McCarthy son frecuentemente citadas, particularmente en obras que pueden ser consideradas como de apoyo a la tesis negacionista del gobierno de Turquía de que las masacres armenias de esa época no constituyeron un genocidio. Incluso aunque el Profesor McCarthy es un académico occidental, sus cifras provienen de sus estadísticas de la población armenia, las cuales derivan de los registros otomanos (aplicando correcciones). Por ello, algunos académicos consideran sus cifras una fuente otomana más que una fuente occidental.
McCarthy calculó una estimación de la población armenia previa a la guerra, seguidamente restó su estimación de supervivientes, llegando a una cifra de poco menos que 600.000 de víctimas armenias durante el período que duró entre 1914 y 1922. Pero también como en el caso de su cifra de población, sus estadísticas son controvertidas. En un ensayo reciente, él pronosticó que si los registros armenios de 1913 fuesen correctos, se podrían añadir 250.000 muertes más, por un total de 850.000. Y él también es criticado por contar de más la cifra de supervivientes. Frédéric Paulin llega a comparar su metodología con la de Rassinier, al calcular las bajas de los judíos europeos durante la Segunda Guerra Mundial.

### Estimaciones de los aliados del Imperio otomano

#### Alemania
Las fuentes alemanas daban las mayores estimaciones de bajas armenias durante la guerra incluso cuando se trataba de los que eran los aliados del Imperio otomano. Algunos creen que era por su acceso a las zonas de asesinatos.
Un informe decía que a fecha de febrero de 1916, 1 millón y medio de armenios habían sido asesinados. Otro informe del 27 de mayo de 1916, proporcionado por el director de la Inteligencia de Oficina de Exteriores Erzberger, daba la misma cifra, como también la daba un informe del Embajador Interino de Alemania en Turquía, Radowitz, datado del 4 de octubre de 1916. Parece ser que la cifra frecuentemente citada de 1 millón y medio se originó de esas fuentes alemanas. El comandante alemán Endres, que sirvió en el ejército turco, estimó el número de bajas armenias en 1,2 millones. La misma cifra fue mencionada en el juicio de Yozgat, y antes de la existencia del Tribunal Permanente del Pueblo y esa misma cifra es frecuentemente citada en cualquier situación.

#### Imperio austrohúngaro
El cónsul austrohúngaro en Trebisonda y Samsun, Dr. Kwatkiowski, informó a Viena el 13 de marzo de 1918, refiriéndose asimismo a seis provincias del este y al distrito de Trebisonda y Samsun, que de 1 millón de deportados armenios, la mayoría perecieron, mientras que el cónsul del Imperio austrohúngaro en Adrianópolis (Edirne) Dr. Nadamlenzki informó que en todo el Imperio otomano 1 millón y medio de armenios ya habían sido deportados. El vice mariscal austríaco Pomiankowski estimó sobre 1 millón el número de bajas armenias.

### Los aliados y grupos neutrales

#### Arnold J. Toynbee
Arnold J. Toynbee, un oficial de la inteligencia de la Oficina de Asuntos Exteriores británica durante la Primera Guerra Mundial, estimó un total de 600.000 muertes de una población de 1.800.000 de armenios que vivieron en Anatolia pero excluyó la mayor parte de lo que sucedió en 1916 y en los años sucesivos, como lo escribe el profesor Melson:
El análisis y la descripción de Toynbee se para en invierno de 1915 y en verano de 1916, en el momento en que la mayor parte de la población armenia había sido asesinada o deportada. Tenga el valor que tenga, este trabajo no puede contener lo que sucedió a los deportados en 1916, ni tampoco puede contener nada sobre los armenios que fueron deportados de las grandes urbes después de 1916.

#### La comisión King Crane
La comisión King Crane estimó en un millón las bajas sufridas en los períodos de guerra, pero también declaraba que estaban también incluidas las Masacres hamidianas. Sea o no sea cierto que las bajas armenias fueron rebajadas intencionadamente en número para aumentar la población armenia con el fin de apoyar la Independencia de Armenia es aun materia de debate. El millón de bajas armenias en entreguerras, la Masacre de Adana, y las Masacres hamidianas han sido combinadas con el bien de lo que la comisión llamó en cierto momento "justicia", en lo que parece haber sido un intento de maximizar la cifra de población. Las estimaciones armenias mostraban la misma tendencia. En ocasiones, la cifra era incluso reducida a 500.000 cuando la alta cantidad de muertes de armenios peligraba la posibilidad de la creación de un Estado Armenio incluyendo territorio otomano, y en otras circunstancias subía a más de un millón. Las cifras de los Estados Unidos para el período que dura de 1915 a 1917 varían mucho, pero la mayoría de las cifras se aproximan a un millón o más.

#### La Liga de las Naciones
La Sociedad de Naciones estimó un millón de muertos, pero la lista de refugiados en el Cáucaso y la Armenia rusa que no procedían del Imperio otomano no estaba bien definida, lo cual sugiere que la lista de 400.000 a 420.000 armenios otomanos puede haber incluido armenios que en realidad no eran de origen otomano. Esto puede explicar por qué las otras estimaciones reflejaban el sobre un millón de bajas dadas por la Liga de Naciones.

## Víctimas armenias, 1917-18 a 1923
Mientras que las estadísticas otomanas oficiales cubrían los años 1917-18, y algunas cifras alemanas, la mayoría de las cifras los excluían. También existe otro problema, referente a la disponibilidad de fuentes acerca de lo sucedido posteriormente a 1917. Los académicos más nuevos han llamado a este período la segunda fase del Genocidio armenio. Melson, por ejemplo, proporciona una estimación de aprox. 500.000. Por otro lado, esas estimaciones no tienen bases archivadas, por esta razón algunos investigadores {{{quiénes?}}} consideran cualesquiera cifras parecidas pueden tanto estar cerca de la cifra real de muertes como estar lejos de ella.[cita requerida]

### Víctimas armenias fuera de la frontera otomana durante la invasión otomana
Sin embargo pocas comisiones fueron formadas, como las investigaciones de Kars y Alexandropol. Por su naturaleza, la investigación de Alexandropol es vista como el esfuerzo más serio. Presentaba 60.000 asesinatos, en un total de 150.000 víctimas de las que sus condiciones de vida les habrían hecho perecer. Pero la investigación aparentemente terminó de forma abrupta. Los alemanes por otro lado, no presentando ninguna cifra, reportaron la condición de la Armenia rusa, en lo que consideraron un intento otomano por destruirla. Sin tomar en cuenta la excursión otomana de lo que era considerada la Armenia persa.

### Víctimas armenias en el Imperio otomano
La mayor parte de las víctimas se podía contar en Cilicia, así como la zona este, sin ignorar Esmirna (İzmir) durante lo que fue reportado como masacres y lo que sucedió con el incendiamiento del Barrio Armenio y del Griego de la ciudad.[cita requerida] El número total de víctimas en esta categoría se estima tanto en decenas de cientos a más de cientos de miles, por lo que el número de víctimas no está bien establecido.

## Genocidio armenio: víctimas armenias en total, 1914 a 1923
Mientras no hay un acuerdo claro sobre cuantos armenios perdieron sus vidas durante el Genocidio Armenio y lo que le siguió, parece haber acuerdo entre los académicos occidentales con la excepción de algunos disidentes e historiadores nacionales turcos, de que al cubrir todo el período que dura de 1914 a 1923, sobre un millón de armenios hubieran perecido, y la tendencia reciente parece ser, se presente la cifra de 1,2 millones o incluso de 1,5 millones, más moderadamente, la de hablar de "sobre un millón", como presenta el historiador Fikret Adanir, así excluyendo lo que sucedió después de 1917.

### Víctimas armenias revisadas
Lejos de encontrar la cifra exacta de víctimas armenias, algunos investigadores han probado cuanto menos de proporcionar cifras sobre las bajas durante la guerra y lo que siguió basadas en algunas fuentes. Pero la mayor parte de ello son toscas estimaciones o están basadas en los cálculos de otros. Un ejemplo puede ser los casos de Justin McCarthy, que desde que es uno de los pocos investigadores que ha trabajado con los registros otomanos, varios otomanistas han reciclado sus cifras. El consenso académico, sin embargo, ha seguido mayoritariamente las conclusiones presentadas en el estudio realizado por Levon Marashlian (llegando a la cifra de 1,2 millones), quien afirma que el acercamiento de McCarthy sufre de un fatal defecto metodológico: en basar sus resultados en registros incorrectos. Marashlian mantiene que ha habido una cuenta baja de forma recíproca por una parte del gobierno otomano, y por otra, de cuentas a la baja por parte de los armenios. McCarthy, sin embargo, afirma que sus resultados y los registros otomanos de adultos varones eran precisos.

## Mártires Armenios
Los mártires armenios son aquellos ciudadanos del régimen armenio que en su tiempo, que fueron víctimas de persecuciones de odio por la fe, ya sea en las persecuciones y masacres hamidianas o del genocidio armenio y que fueron reconocidos como beatos o santos por alguna iglesia cristiana.